# Cantó de Baud
El cantó de Baud (bretó Kanton Baod) és una divisió administrativa francesa situat al departament d'Ar Mor-Bihan a la regió de Bretanya.

## Composició
El cantó aplega 6 comunes :
| Nom francès      | Nom bretó       | Població | km²    | Codi Postal | Codi INSEE |
| Baud             | Baod            | 4.813    | 48,09  | 56150       | 56010      |
| Bieuzy-les-Eaux  | Bieuzhi-an-Dour | 708      | 18,98  | 56310       | 56016      |
| Guénin           | Gwennin         | 1.227    | 28,71  | 56150       | 56074      |
| Melrand          | Mêlrant         | 1.525    | 40,39  | 56310       | 56128      |
| Pluméliau        | Pluniav         | 3.091    | 67,72  | 56930       | 56173      |
| Saint-Barthélemy | Bartelame       | 1.050    | 21,90  | 56150       | 56207      |
| Cantó            | Baod            | 12414    | 225,79 | -           | 5603       |

## Evolució demogràfica
| 1962   | 1968   | 1975   | 1982   | 1990   | 1999   |
| ------ | ------ | ------ | ------ | ------ | ------ |
| 14.790 | 14.413 | 14.058 | 13.261 | 12.538 | 12.414 |

## Història
| Data d'elecció                           | Identitat    | Partit        | Qualitat |
| ---------------------------------------- | ------------ | ------------- | -------- |
| 1994-                                    | Noël Le Loir | Divers droite |          |
| les dades anteriors no són pas conegudes |              |               |          |
|                                          |              |               |          |